# Brokormstjärnor
Brokormstjärnor (Ophiotrichidae) är en familj av ormstjärnor som beskrevs av Ljungman 1867. Brokormstjärnor ingår i ordningen Ophiurida, klassen ormstjärnor, fylumet tagghudingar och riket djur.

## Släkten
Enligt Catalogue of Life omfattar familjen följande släkten:
- Gymnolophus
- Lissophiothrix
- Macrophiothrix
- Ophiocnemis
- Ophiogymna
- Ophiolophus
- Ophiomaza
- Ophiophthirius
- Ophiopsammium
- Ophiopteron
- Ophiothela
- Ophiothrix

Familjen omfattar totalt cirka 172 arter.

## Bildgalleri

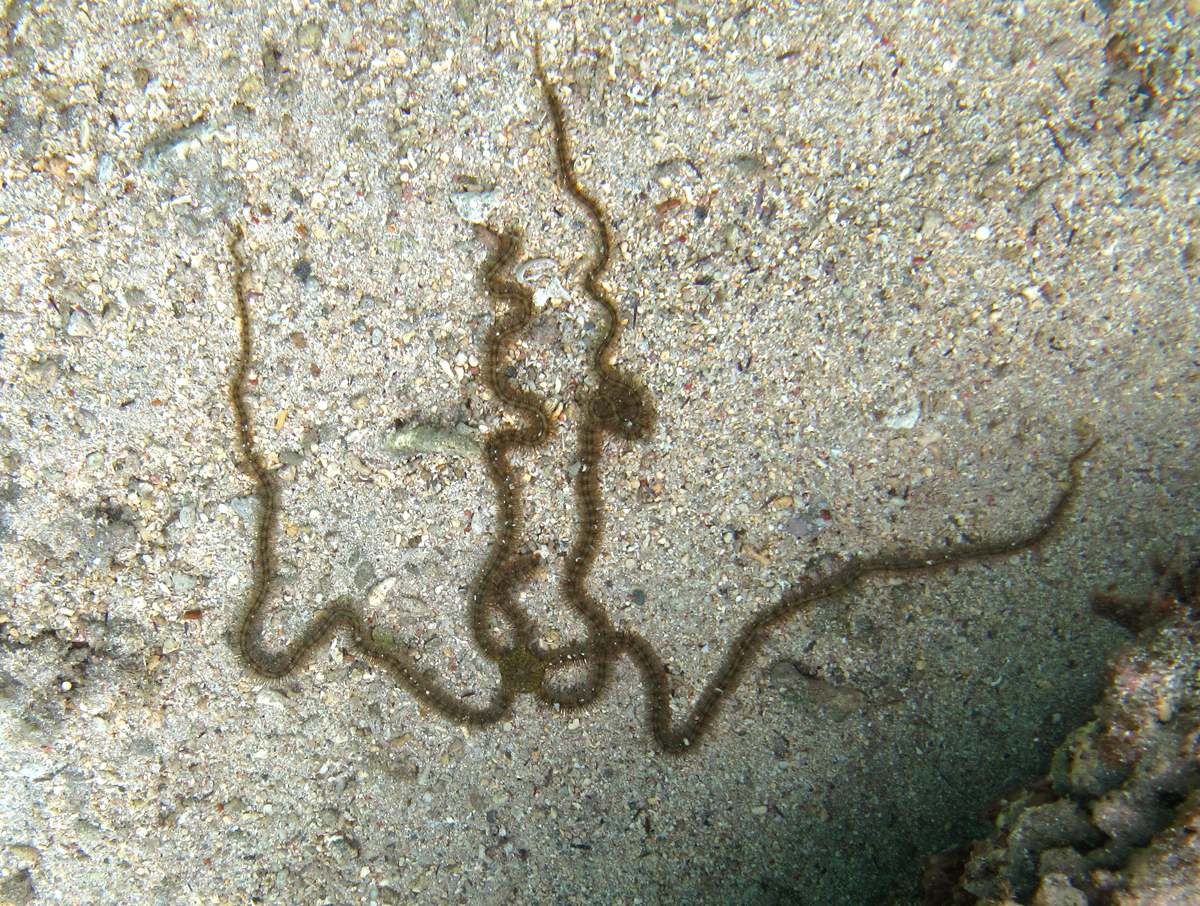
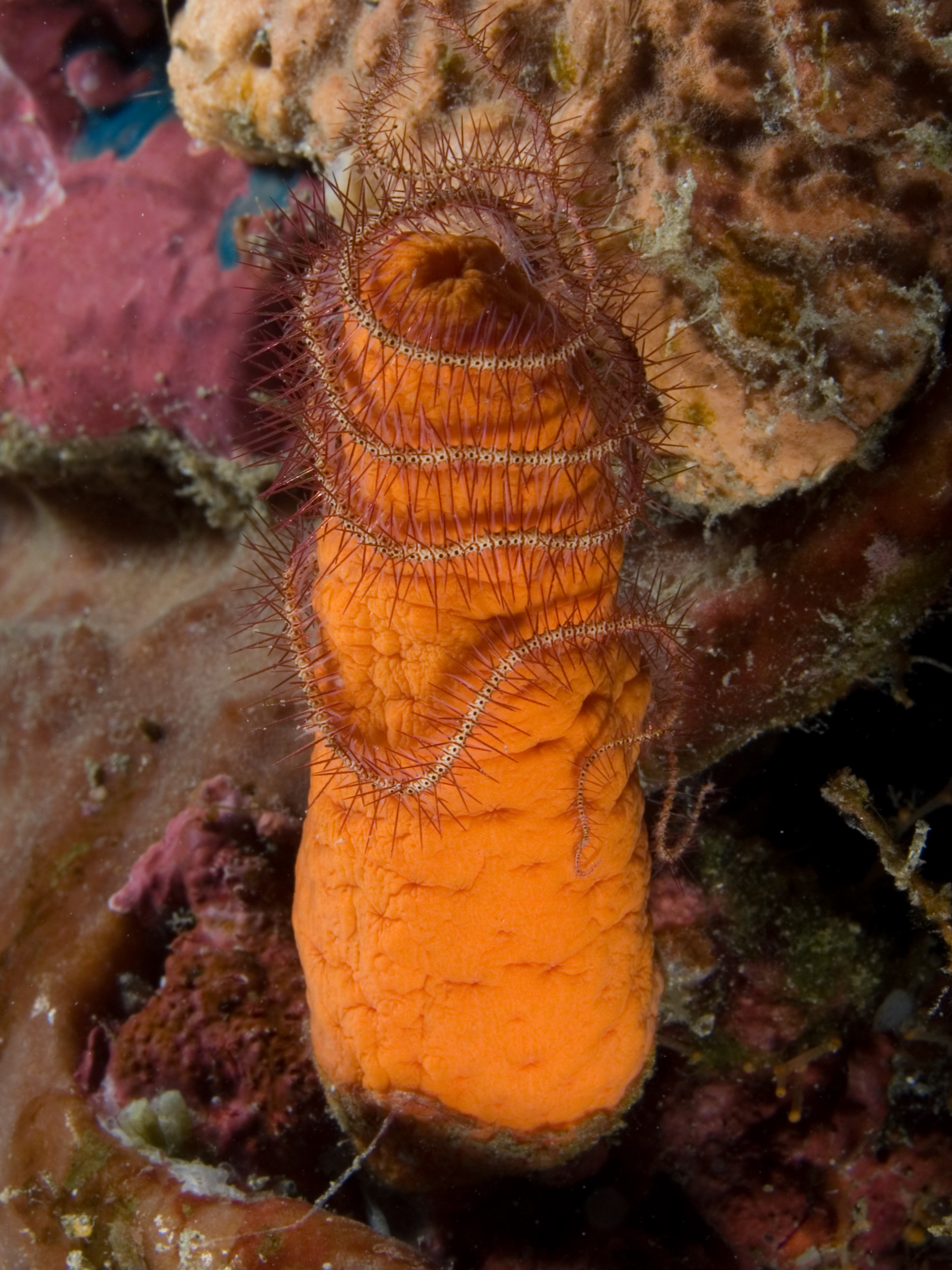
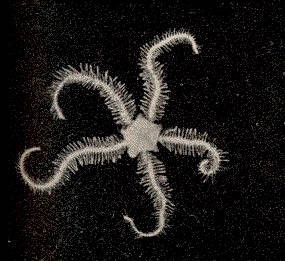
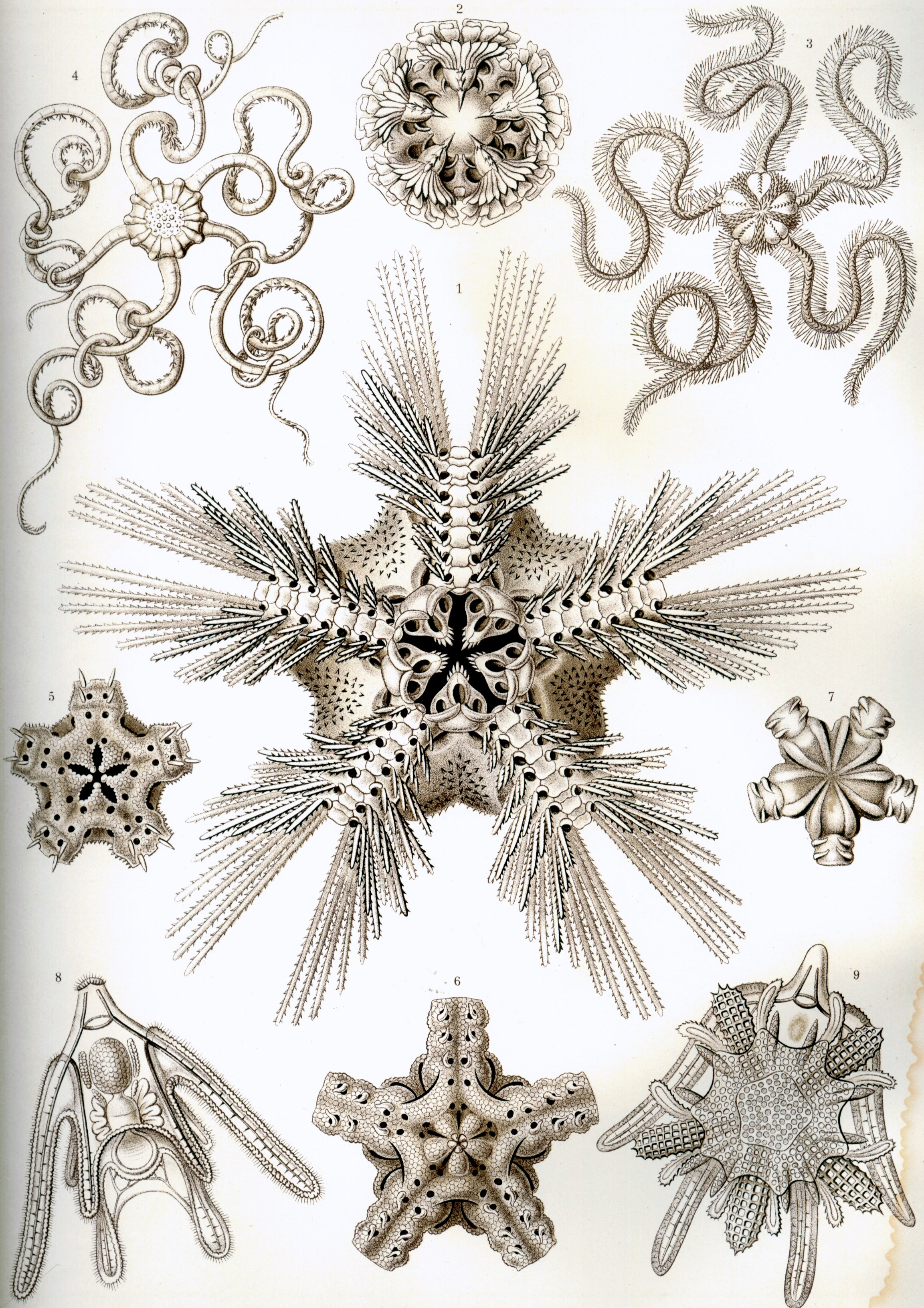
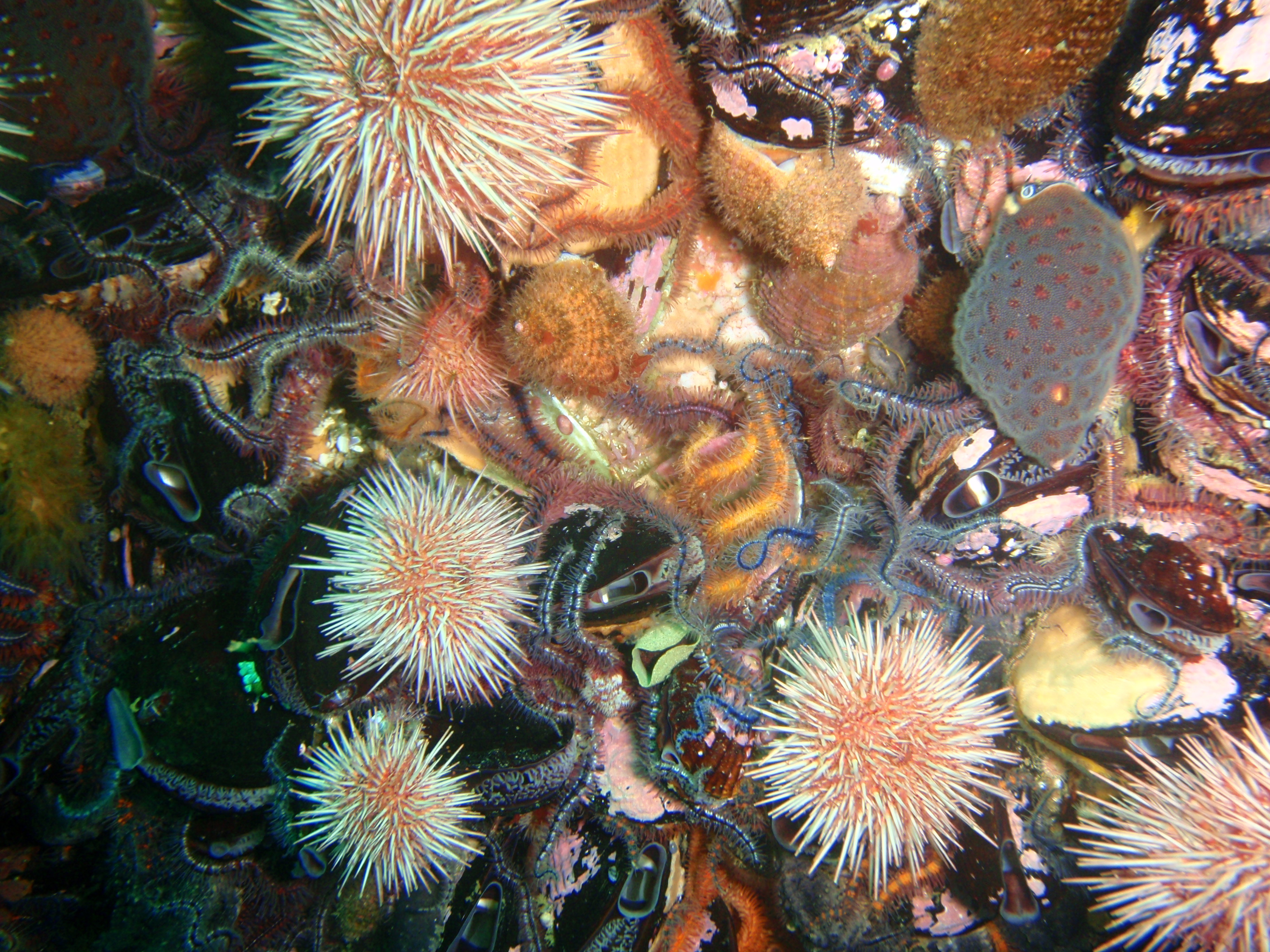
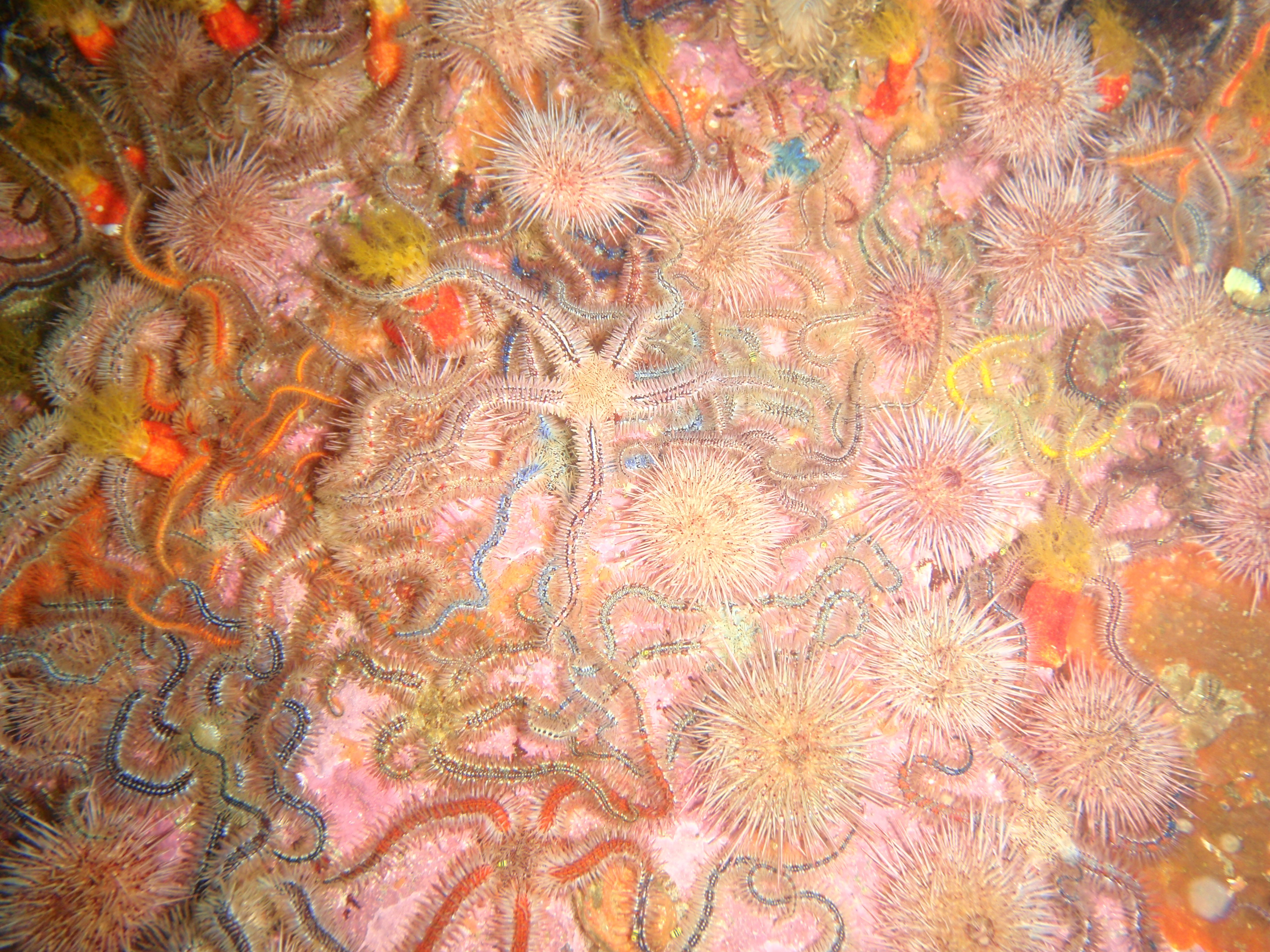